# 李钧鹏

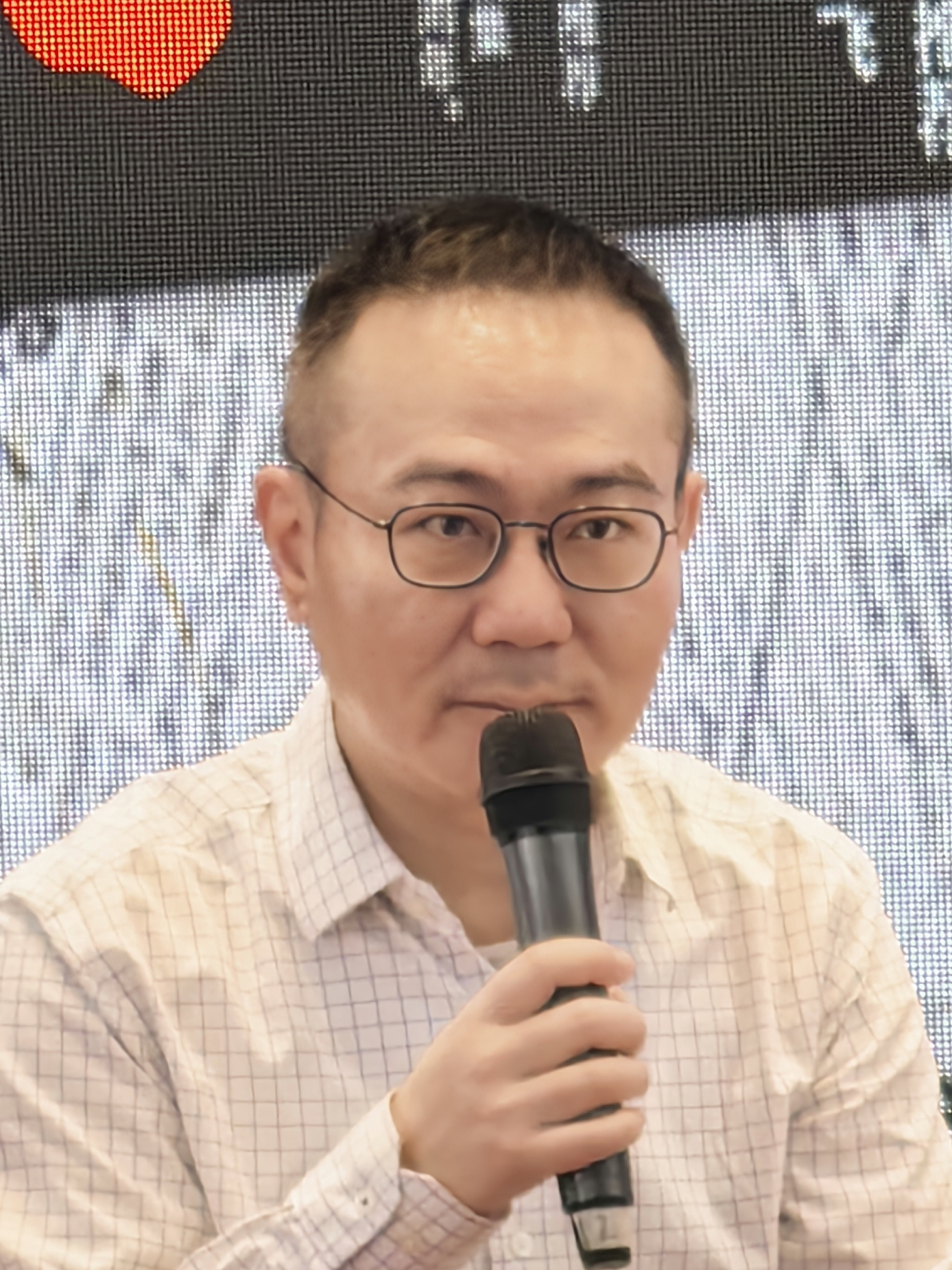
李钧鹏在武汉书展

李钧鹏，1978年生，安徽合肥人，社会学者。他的主要研究领域是知识社会学、历史社会学、文化社会学、政治社会学。他关注知识分子社会学，他认为可以将知识分子的政治意识设定为因变量，以知识场域、惯习、自我概念、亚文化认同、知识轨迹等概念来构建新的政治认识论。 他对芝加哥学派、哥伦比亚学派和以查尔斯·蒂利为代表的历史社会学派也多有涉猎。出版专著《理论社会学的砖与瓦》、《历史社会学的技艺》等。2018年入选全球青年学术院（Global Young Academy）院士，曾获董辅礽经济科学奖、国际社会学会全球青年社会学家奖等。
李钧鹏出生于安徽的一个知识分子家庭，2000年本科毕业于北京林业大学贸易经济专业（国际贸易方向），获得经济学学士学位；2003年硕士毕业于武汉大学人口、资源与环境经济学专业，获得经济学硕士学位；2007年在北卡罗来纳大学社会学系获得社会学硕士学位之后转入哥伦比亚大学社会学系，2017年获得社会学博士学位。后来在哈佛大学做博士后研究。现在是华中师范大学教授。